# Введенская церковь (Брянск)
Храм Введе́ния во храм Пресвято́й Богоро́дицы (Введенский храм) — православный храм в Брянске, собор возрождённого Петропавловского монастыря Русской православной церкви.

## История
Храм Введения Пресвятой Богородицы является единственным сохранившимся памятником Петропавловского (Петровского) монастыря, основанного, по преданию, ещё в второй половине XIII века брянским князем Олегом Романовичем, похороненным здесь же около 1289 года (могила не сохранилась).
Возведён как соборный храм в 1702—1705 годах на средства брянских помещиков Фотия и Петра Саловых на месте прежней деревянной церкви.
Здание неоднократно «поновлялось». В 1818 году орловским губернским архитектором Петонди был представлен проект полного изменения древнего облика храма на ампирный лад. Однако средств хватило лишь на пристройку в 1830 году четырёхколонного портика к боковому приделу с северной стороны, что спасло от утраты первоначальную архитектуру памятника.
Закрыт в 1923 году. Вновь открыт в 1944 году.
В 1930 году были разобраны шатровая колокольня и четыре главы храма, уничтожена внутренняя отделка.
В конце 1980-х годах отреставрирована (архитектор Василий Городков). Восстановлена шатровая колокольня и главы храма.
На территории храма сохранилось каменное надгробие с крестом известного брянского благотворителя и почётного гражданина г. Брянска купца П. С. Могилевцева (начало XX века).
К настоящему времени является действующим храмом Русской Православной Церкви. На основе храма возрождён Петропавловский монастырь.

## Архитектура
Расположена в нагорной части Брянска над крутым обрывом, обращённым к пойме реки Десны. Здание храма возведено в традициях московской архитектуры XVII века. Стены и своды здания построены из большемерного кирпича, снаружи с обмазкой, внутри оштукатуренные, пристройка деревянная. Храм бесстолпный с трёхчастным продольно-осевым построением и шатровой колокольней. Кирпичный декор фасадов в целом повторяет московские образцы XVII века. На углах объёмов широкие плоские лопатки, переходящие во втором ярусе в пучок из трёх полуколонок; сочный карниз с поребриком, валиками и тремя рядами «пилы» венчают несколько вытянутые вверх архивольты закомар. Обрамления проёмов выдержаны в «нарышкинском» стиле конца XVII века: окна обрамлены наличниками с полуколонками и разорванными фронтонами, нарядный северный портал с резными белокаменными деталями:144-145.
Основное помещение интерьера перекрыто сомкнутым сводом. Сохранившаяся роспись, выполненная в конце XIX века, поновлена масляными красками во 2-й половине XX века. Иконы также относятся ко второй половине XX века. Сохранилось паникадило XIX века:146-147.